# 无脉木犀
无脉木犀（学名：Osmanthus enervius）为木犀科木犀属下的一个种。

## 扩展阅读
- 維基物種上的相關：无脉木犀